# Reiko, the Zombie Shop
Reiko, the Zombie Shop (ゾンビ屋 れい子, Zombie-ya Reiko) est un manga d’horreur gore créé par Rei Mikamoto, prépublié au Japon par les éditions Bunkasha dans le magazine Horror M, magazine proposant des œuvres horrifiques aux jeunes femmes. Il est publié en français par les éditions Doki-Doki.
Le manga a été adapté en série live sortie au Japon en 2004.

## Résumé
La jolie Reiko est une lycéenne qui exerce l’originale profession de marchande de zombies : elle rend temporairement la vie aux morts pour leur permettre de s’exprimer. On assiste au fur et à mesure des volumes aux combats que Reiko mène contre sa jumelle diabolique Lirka, elle aussi « zombiste ». Elles ont chacune leur camp et partisans.